# Крис Мидлтон
Џејмс Кристијан „Крис” Мидлтон (енгл. James Khristian "Khris" Middleton; Чарлстон, Јужна Каролина, 12. август 1991) амерички је кошаркаш. Игра на позицијама бека и крила, а тренутно наступа за Вашингтон визардсе.

## Успеси

### Клупски
- Милвоки бакси:
  - НБА (1): 2020/21.

### Репрезентативни
- Олимпијске игре:  2020.

### Појединачни
- НБА ол-стар меч (3): 2019, 2020, 2022.